# 漢·范米格倫

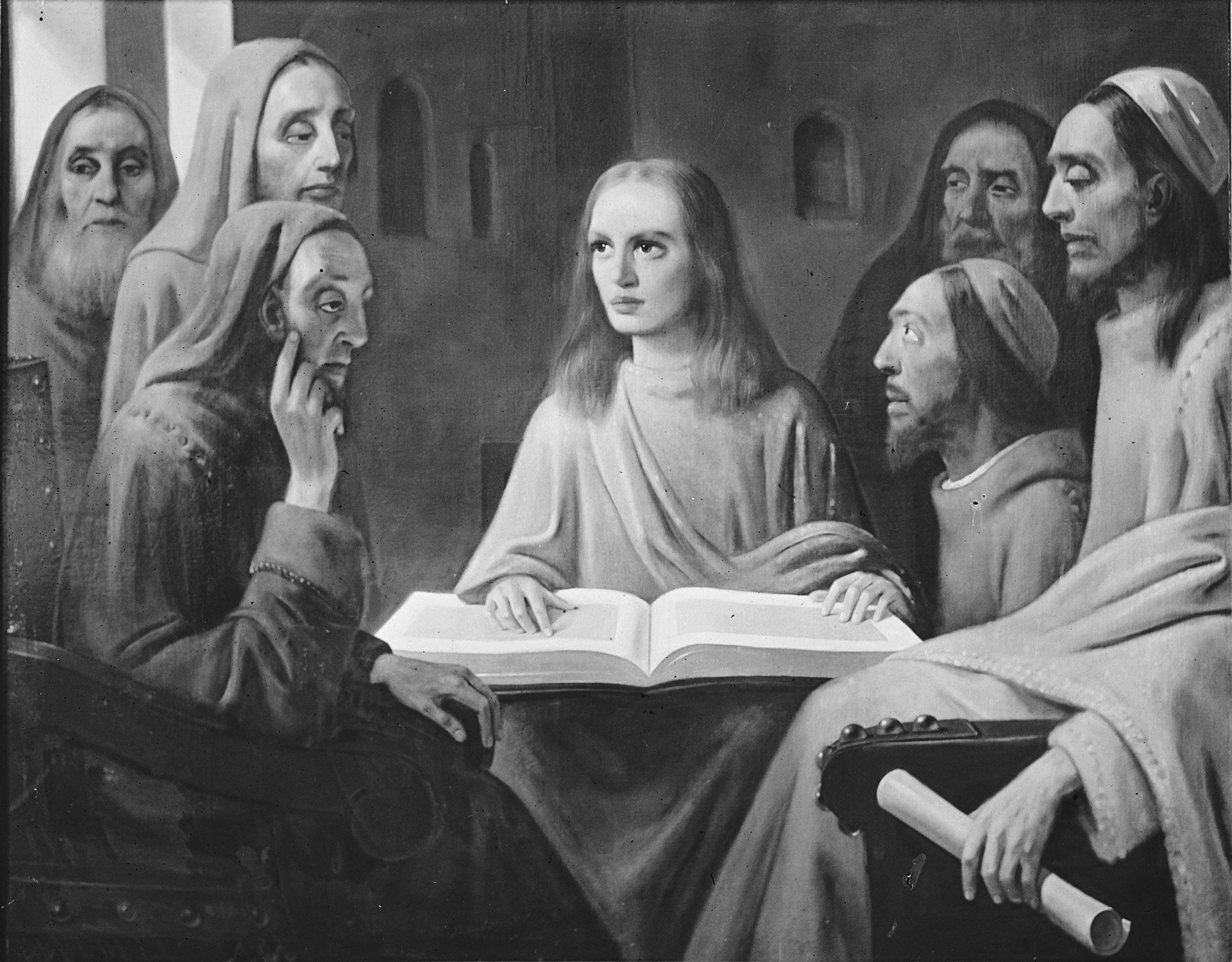
少年耶稣与长老，米格伦于狱中作的人生最后一幅画。

亨里克斯·安東尼烏斯·「漢」·范米格倫（荷蘭語：Henricus Antonius "Han" van Meegeren，荷蘭語發音：[ɦɛnˈrikɵs ɑnˈtoːniɵs ˈɦɑn vɑn ˈmeːɣərə(n)]，1889年10月10日—1947年12月30日）是一位荷蘭畫家，被認為是20世紀最聰明的藝術偽造者之一。儘管他犯了詐欺罪，但是在第二次世界大戰結束後，范米格倫成為民族英雄。他在納粹德國佔領荷蘭期間，他曾出售過一幅偽造的維梅爾畫作給帝國元帥赫爾曼·戈林。

## 早年
早年，范米格伦的父亲严格禁止他的艺术发展，并不断嘲弄他，使他感到被父亲忽视和误解。在上高中时，他遇到了老师和画家巴特斯·科特林（Bartus Korteling，1853年－1930年）成为他的导师。巴特斯·科特林欣赏扬·弗美尔的画作，向范米格伦展示了弗美尔如何制造和混合色彩。 科特林并不跟随印象派和其他现代艺术趋势，比如颓废艺术，而他强大的个人影响力可能使范米格伦拒绝了当时流行的艺术风格，而是只以荷兰黄金时代的风格绘画。

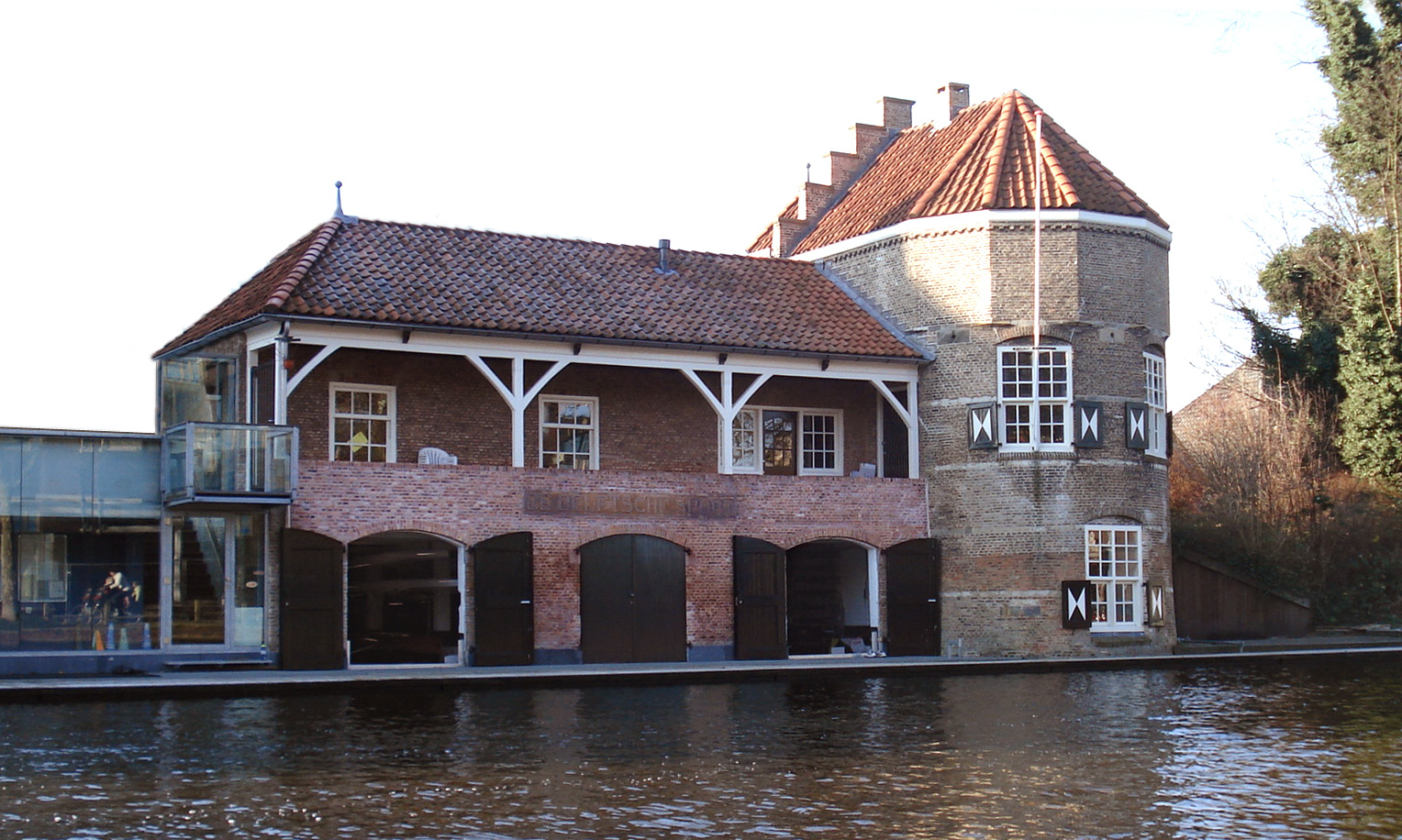
米格伦在1907年到1913年期间在代尔夫特学习建筑时，为划船俱乐部D.D.S.设计了这个船屋(左侧的建筑，与城墙上的一座旧塔相邻)。

米格伦的父亲并没有支持儿子对艺术的热爱； 相反，他强迫他于1907年在弗美尔的故乡代尔夫特的代尔夫特理工大学学习建筑。同时他也接受绘画课。由于不想成为建筑师而从未参加过建筑工程师考试。尽管如此，他依然是一位合格的建筑师，并为他在代尔夫特的划船俱乐部设计了会所，至今依然存在（见图片）。
1913年，范米格伦放弃了建筑学研究，而在海牙的艺术学校专注于学习绘画。1913年1月，他因研究鹿特丹的圣劳伦斯教堂的内部（Study of the Interior of the Church of Saint Lawrence (Laurenskerk) ）而获得了代尔夫特理工大学的金奖。该奖项每五年颁发给一位创造最佳作品的艺术系学生，并随附一枚金牌。

## 生平
范米格倫從小對荷蘭黃金時代的繪畫產生熱情，並決定成為一名藝術家。然而，藝術評論家批評他的作品平庸，令范米格倫感到十分不滿，之後他決定藉由偽造世界上最著名的藝術家作品向評論家證明自己的才華，包括彼得·德·霍赫、弗兰斯·哈尔斯、赫拉德·特博赫與弗梅爾。當時最好的藝術評論家和專家認為他的畫作是真品，他最成功的偽造是1937年完成的《以馬忤斯的晚餐》，這幅畫被亞伯拉罕·布雷迪烏斯（Abraham Bredius）等著名藝術專家譽為真正的維梅爾。布雷迪斯稱讚它是“約翰內斯·維米爾的傑作”，並評論說“這是面對一位大師前所未有的繪畫作品的精彩時刻”。
1940年，德國發動西方戰線並出兵入侵荷蘭，荷蘭被德軍佔領全境。在第二次世界大戰期間，富有的荷蘭人希望阻止荷蘭藝術品被出售給納粹德國元首阿道夫·希特勒，他們狂熱地購買維梅爾的偽造品，並誤認它是大師的作品。其中一幅維梅爾的仿作最終由戈林所有，並成為他最珍貴的財產之一。戰爭結束後，荷蘭人在戈林的財產中發現該畫，范米格倫於1945年5月29日因叛國罪（因為官員們認為納粹商人從范米格倫手裡買走維梅爾畫作，並賣給納粹黨）被捕。在經過高度公開審判後，他於1947年11月12日因偽造和欺詐指控而被定罪，並被判處一年有期徒刑。然而，他在經歷兩次心臟病發作後，於1947年12月30日在阿姆斯特丹去世。
1947年10月进行的荷兰民意测验显示，范米格伦在全国的受欢迎程度排名第二，仅次于伯恩哈德亲王。荷兰人把范米格伦视为狡猾的骗子。他成功地欺骗了荷兰艺术专家，更重要的是欺骗了赫尔曼·戈林本人。尽管如此，范米格伦仍然是20世纪最聪明的艺术造假者之一。然而，在他受审之后，他宣布：“我作为造假者是成功的；但是我作为创意艺术家却是失败的。”

## 後續
在范米格倫去世後，法院拍賣米格倫的遺產，其收益退還給那些偽造畫作的買主，並出售他的畫作來繳納所得稅。范米格倫於1945年12月申請破產。1950年9月5日和6日，在他位於阿姆斯特丹家中的家具和其他財產，包括私人收藏的無數畫作被法院拍賣。該房產於9月4日單獨拍賣，估計價值65,000荷蘭盾。房產與畫作出售的收益達到123,000荷蘭盾。范米格倫未簽名的《最後的晚餐 I》售出2,300荷蘭盾，而《群醫中的基督》以3,000荷蘭盾（目前價值約7,000美元）出售。今天這幅畫掛在約翰內斯堡的一座教堂裡。范米格倫全部遺產的出售額為242,000荷蘭盾（目前價值約500,000美元）。
范米格倫在整個審判和破產後堅稱他的第二任妻子喬與偽造畫作的創造和銷售無關。范米格倫偽造畫作的利潤目前估計已經超過5,000萬美元，在他離婚後大部份分給喬。如果她被法院裁定為共犯，這筆錢就會被沒收。范米格倫向所有作家、記者講述了同樣的故事：“喬不知道這些事”，顯然大多數人都相信他。然而，一些傳記作者認為喬一定知道真相。她是否參與偽造畫作從未得到證實，所以能夠保留大量財產。喬比她的丈夫長壽，總過著奢華生活，直到她91歲去世為止。

## 外部連結
- Pictures in the Rijksmuseum Amsterdam[永久]
- Photo from van Meegeren’s trial （页面存档备份，存于）
- The Meegeren website （页面存档备份，存于） 有關漢·范米格倫生平與畫作的介紹